# Kuala Ceurape
Kuala Ceurape is een bestuurslaag in het regentschap Bireuen van de provincie Atjeh, Indonesië. Kuala Ceurape telt 671 inwoners (volkstelling 2010).